# ديون فان دير والت
ديون فان دير والت (بالإنجليزية: Deon van der Walt)‏ هو مؤدي ومغني أوبرا ومغني جنوب أفريقي، ولد في 28 يوليو 1958 في كيب تاون في جنوب أفريقيا، وتوفي في 29 نوفمبر 2005 في بارل ‏ في جنوب أفريقيا.

## وصلات خارجية
- ديون فان دير والت على موقع ميوزك برينز (الإنجليزية)
- ديون فان دير والت على موقع أول ميوزيك (الإنجليزية)
- ديون فان دير والت على موقع ديسكوغز (الإنجليزية)